# Charlotte (Maine)
Charlotte – miasto w Stanach Zjednoczonych, w stanie Maine, w hrabstwie Washington.